# راؤول رييس
راؤول رييس (بالإسبانية: Raúl Reyes)‏ المولود في 30 سبتمبر 1948 هو الشخصية الثانية في القوات المسلحة الثورية الكولومبية المعروفة باسم فارك. تم قتله من قبل القوات الكولومبية في 1 مارس 2008.
اسمه الحقيقي هو لويس ادغار ديفيا. كان زعيما نقابيا في منطقة كاكويتا جنوب كولومبيا حيث كان موظفا لدى مجموعة نستله. انخرط في التمرد منذ قرابة 30 عاما، ارتقى خلالها عدة مراتب داخل الفارك وأصبح الناطق باسم فارك وأحد الاعضاء السبعة في الامانة العامة للحركة. تم ذكر اسمه كثيرا كخلف للقائد الأعلى للمتمردين مانويل مارولان. كان رييس يلعب دور المتحدث الدولي باسم الحركة، كما قاد الفريق المفاوض في مفاوضات السلام المتعثرة مع الحكومة منذ انطلاقها عام 2002.
في 1 مارس 2008 قتل رييس مع 17 متمردا آخر على أيد الجيش الكولومبي اثر عملية شنها داخل الأراضي الاكوادورية 2002. استدعت الإكوادور سفيرها من كولومبيا احتجاجا على دخمول القوات الكولومبية الإكوادور

## مصدر
1. ↑   https://www.semana.com/nacion/articulo/el-pequeno-gigante-farc/91364-3/. {{استشهاد ويب}}: |url= بحاجة لعنوان (مساعدة) والوسيط |title= غير موجود أو فارغ (من ويكي بيانات) (مساعدة)
2. ↑  مقتل الرجل الثاني في القوات الثورية الكولومبية المتمردة من موقع ايلاف (تم التصفح في 2 مارس 2008) نسخة محفوظة 19 مارس 2020 على موقع واي باك مشين.
3. 1 2  مقتل قائد بارز في "فارك" على أيدي القوات الكولومبية بي بي سي العربية (تم اتصفح في 2 مارس 2008) نسخة محفوظة 08 مارس 2016 على موقع واي باك مشين.
4. ↑  الإكوادور تستدعي سفيرها من كولومبيا وشافيز يحذرها من موقع الجزيرة (تم التصفح في 2 مارس 2008) نسخة محفوظة 07 أكتوبر 2008 على موقع واي باك مشين.